# مینه‌مکی
مینَه‌مَکی (به فنلاندی: Mynämäki) یک منطقهٔ مسکونی در فنلاند است که در جنوب غرب فنلاند واقع شده‌است.

## خواهرخوانده
شهر دهستان پایکوسه خواهرخواندهٔ مینه‌مکی هست.